# Verrucaria erichsenii
Verrucaria erichsenii är en lavart som beskrevs av Zschacke. Verrucaria erichsenii ingår i släktet Verrucaria och familjen Verrucariaceae.  Arten är reproducerande i Sverige. Inga underarter finns listade i Catalogue of Life.